# Access特快

成田機場機場聯絡軌道系統

Access特快（日語：アクセス特急；英語：Access Express），是一條由京成電鐵、都營地下鐵、京急電鐵直通運轉的特急列车路線，來往成田機場至上野或羽田機場，途經成田機場線，比一般運行於京成本線的列車更快。

## 概要
2010年7月，連接東京和成田機場的成田機場線開通，路线相较于京成本線更为笔直，因此京成電鐵利用该路线开行付费特急列車Skyliner，但Skyliner不能直達淺草、品川、羽田機場等地區，因此京成電鐵另外利用通勤形電車开行免付费特急列車Access特快，最高速度120km/h，并与都營地下鐵淺草線、京急電鐵京急本线、機場線直通運轉，形成成田機場至上野或羽田機場的快速直达路线。

## 運轉概況

京成電鐵，包含北總铁道的列车运行图

Access特快每小时对开1~2对列车，所有南行列车从成田機場站发车，平日开往京成上野、西馬込、羽田機場第1、第2航站樓，日间列车皆开往羽田機場，晨間一部分开往列车西馬込，18时后所有列车开往京成上野、西馬込，不去羽田機場，23时的末班车仅开至京成高砂，假日有2班延驶京急久里濱的列车，开往羽田機場的列车延长至19时。
北行部分，羽田機場发出列车在都營地下鐵、京急電鐵列车以机场快特名称运行；一部分列车从西馬込、品川、神奈川新町、三崎口发车，在都營地下鐵、京急電鐵列车以特急名称运行，假日有3班京急久里濱发出列车。

### 停靠车站
仅列出京成電鐵区间的停靠站，直通都營地下鐵、京急電鐵列车在青砥站转往押上線，停靠押上站后进入都營淺草線，都營地下鐵、京急電鐵停靠站请见機場快特#停車站
- 成田機場 - 機場第2候機樓 - 成田湯川 - 印旛日本醫大 - 千葉新城中央 - 新鎌谷 - 東松戶 - 京成高砂 - 青砥 - 日暮里 - 京成上野

## 使用車輛
Access特快使用通勤形電車开行，車輛包括：

### 京成電鐵
京成電鐵的車輛運轉的列車，會在京成本線的京成高砂站、京成上野站、都營淺草線的西馬込站和京急機場線的羽田機場第1、第2航站樓站始發和終到。
- 3000型 (二代)（一般使用8輛編組列車）、3050型（只限早、晚各一班）
- 3100型 (二代)
- 3700型（6輛編組列車除外）

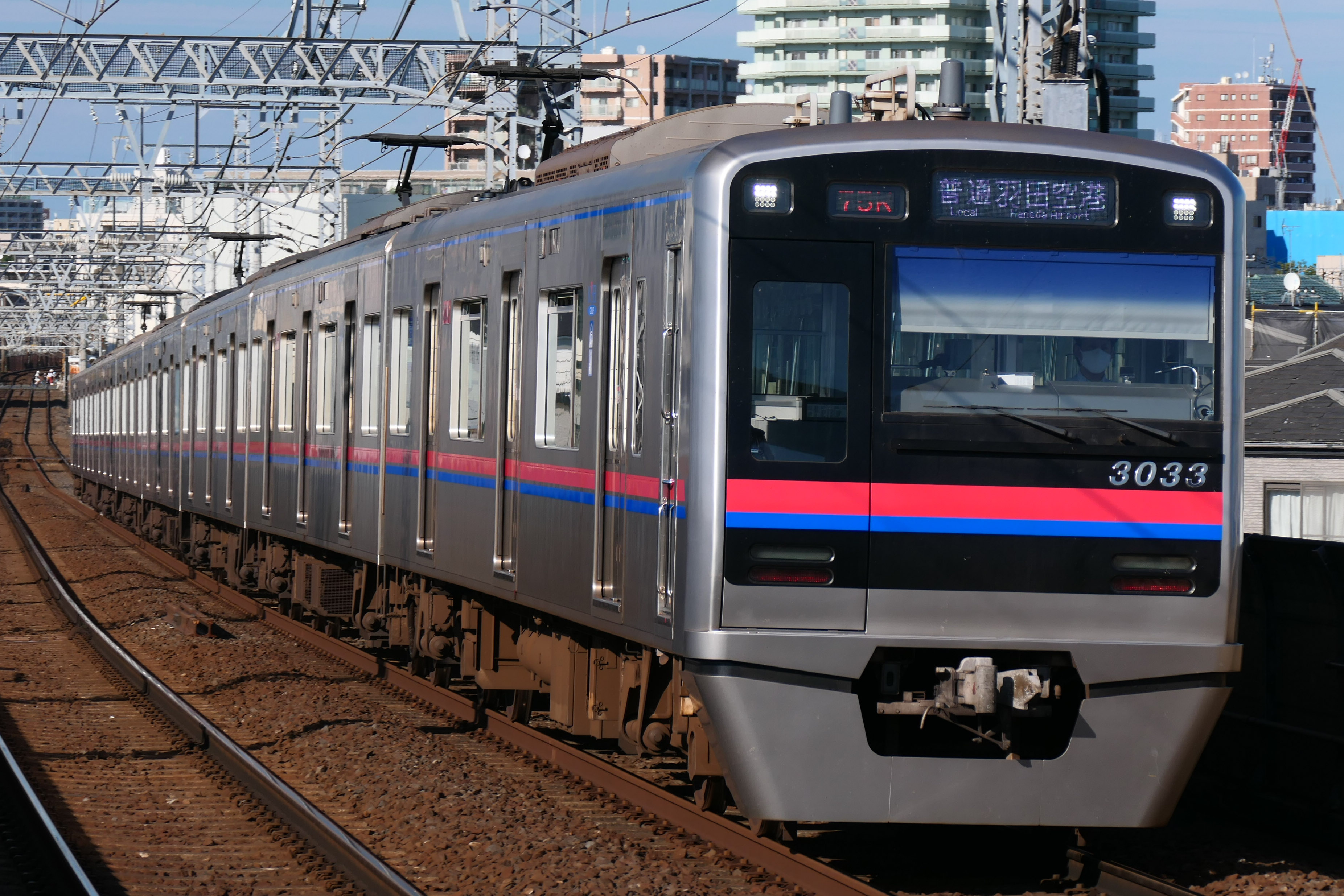
3000型
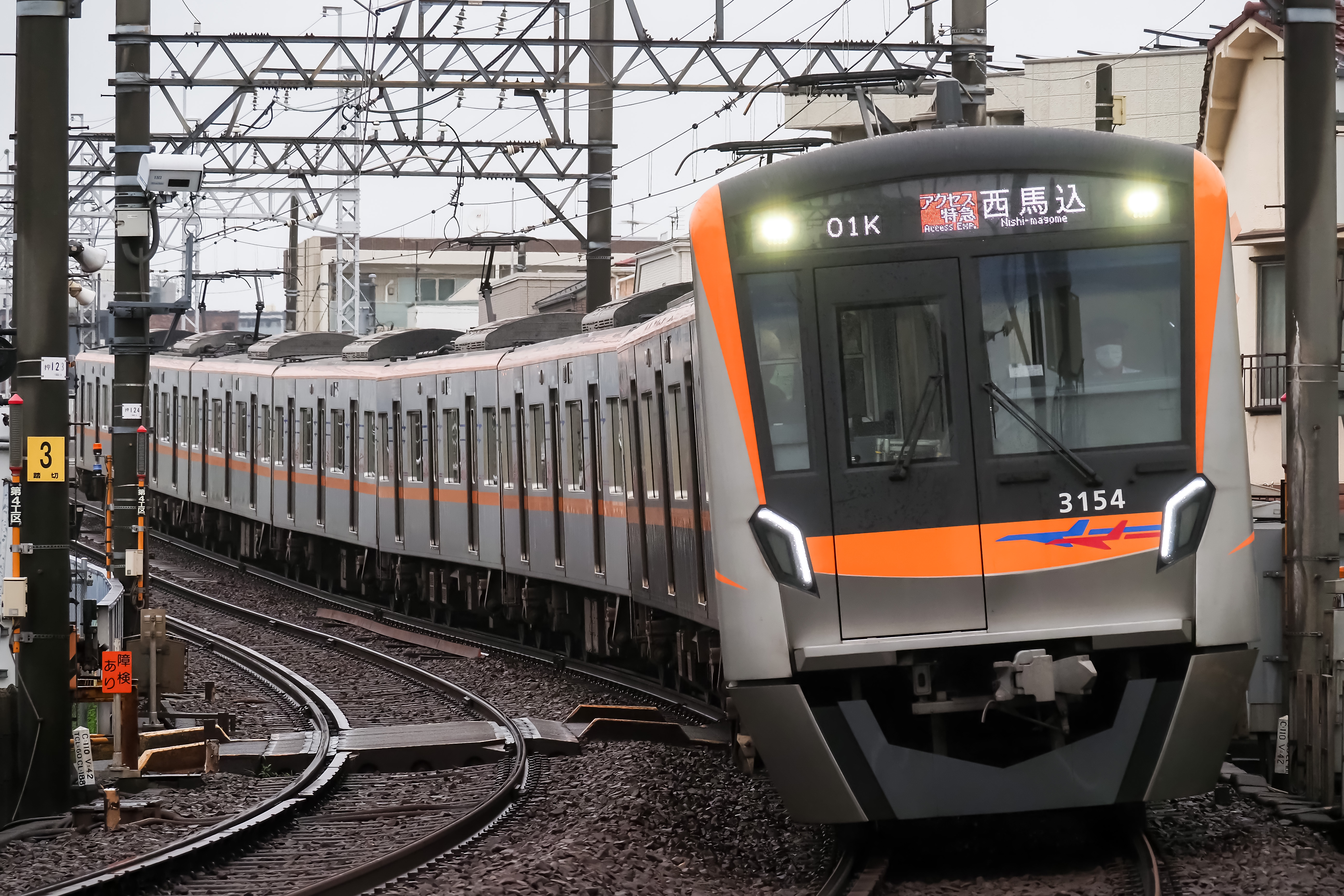
3100型
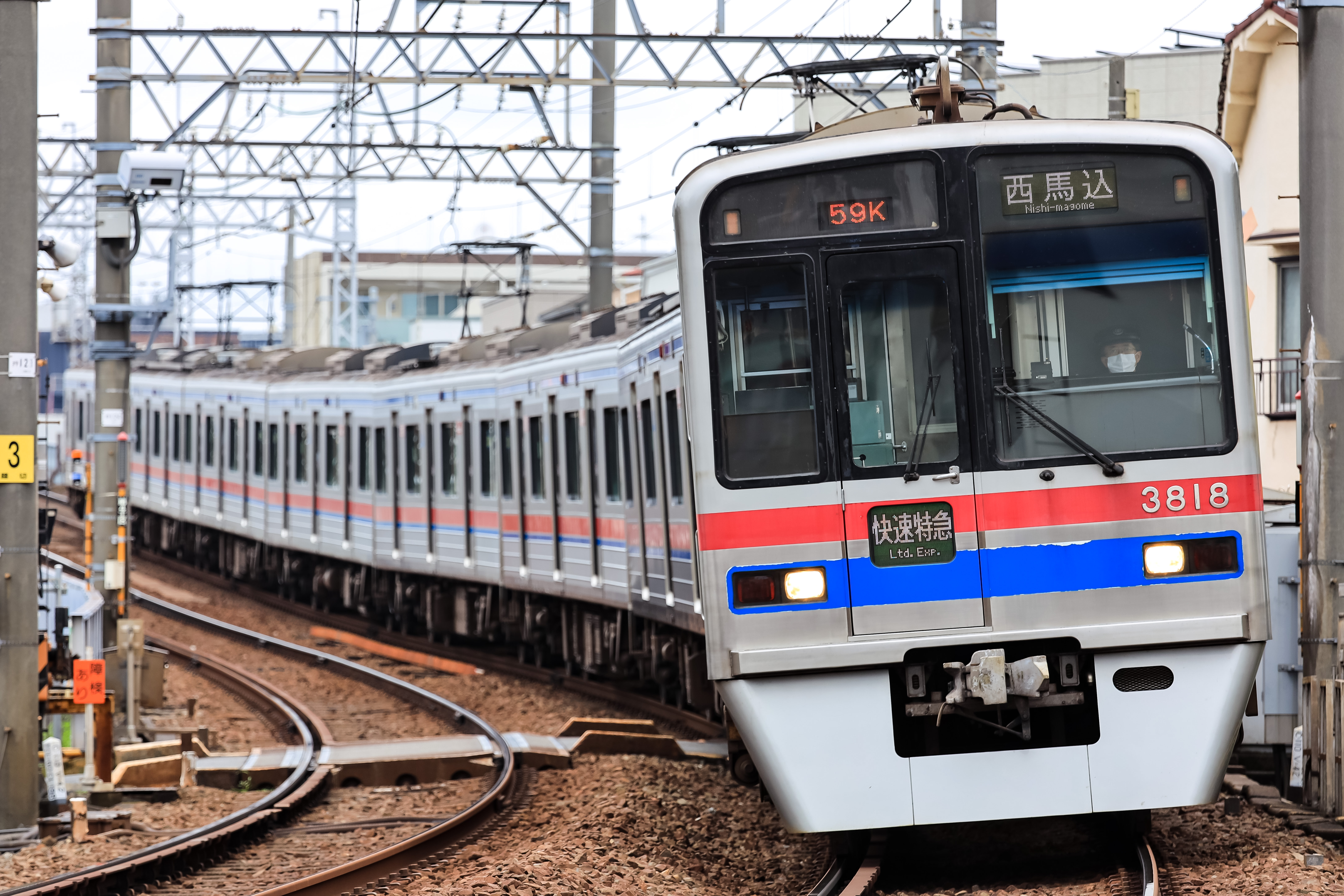
3700型
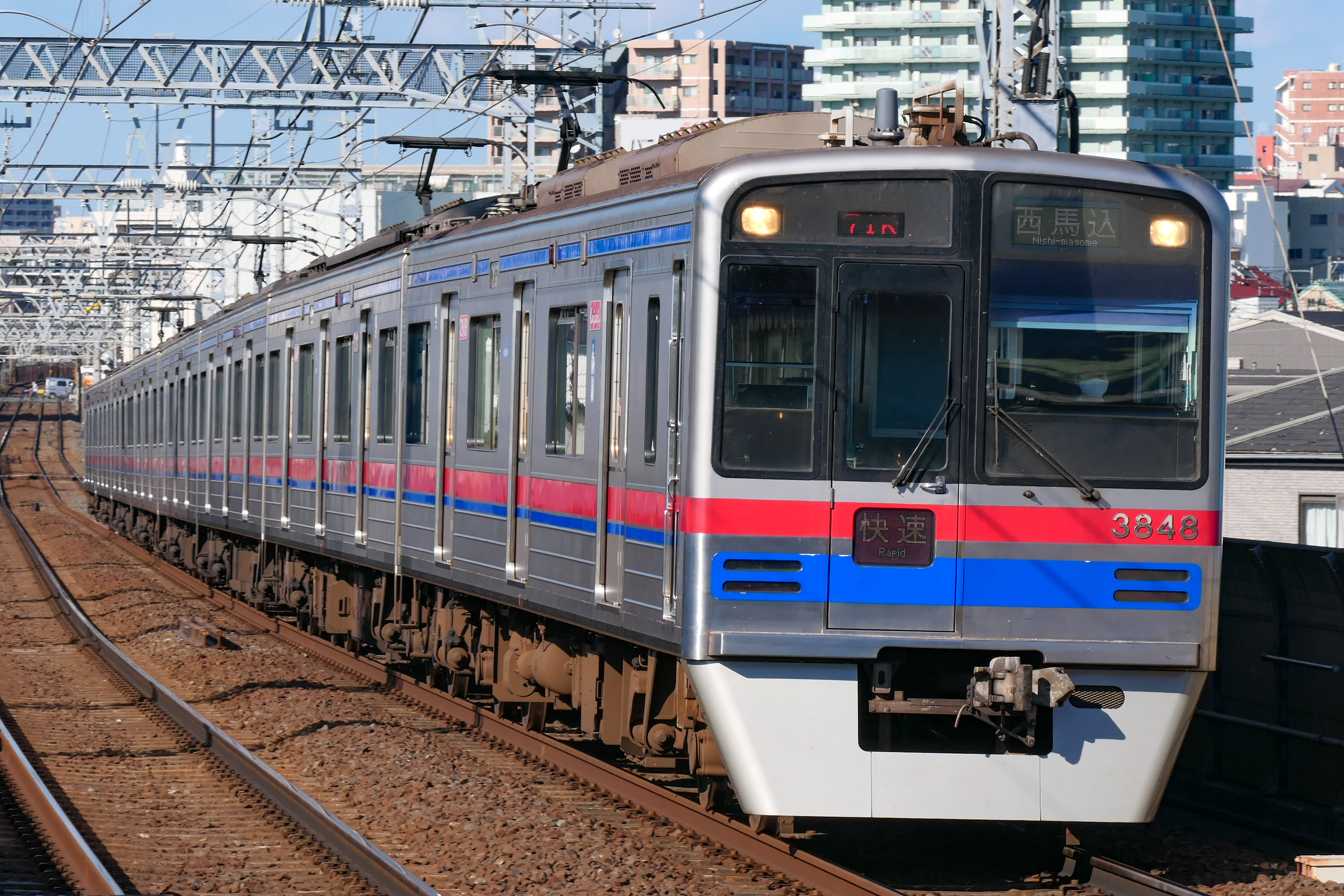
3700型（7次車）

### 京濱急行電鐵
隨著2022年2月26日時刻表的修訂，使用都營5500形車輛運轉的Access特急開始運轉。 因此，京急車輛擔當的列車不在平日的時刻表上運轉，而只在周六和節假日運轉。京濱急行電鐵的車輛在羽田機場第1、第2航站樓站始發或終到，也有從三崎口站和神奈川新町站發車，以及假日的京急久里濱始發終到的班次。

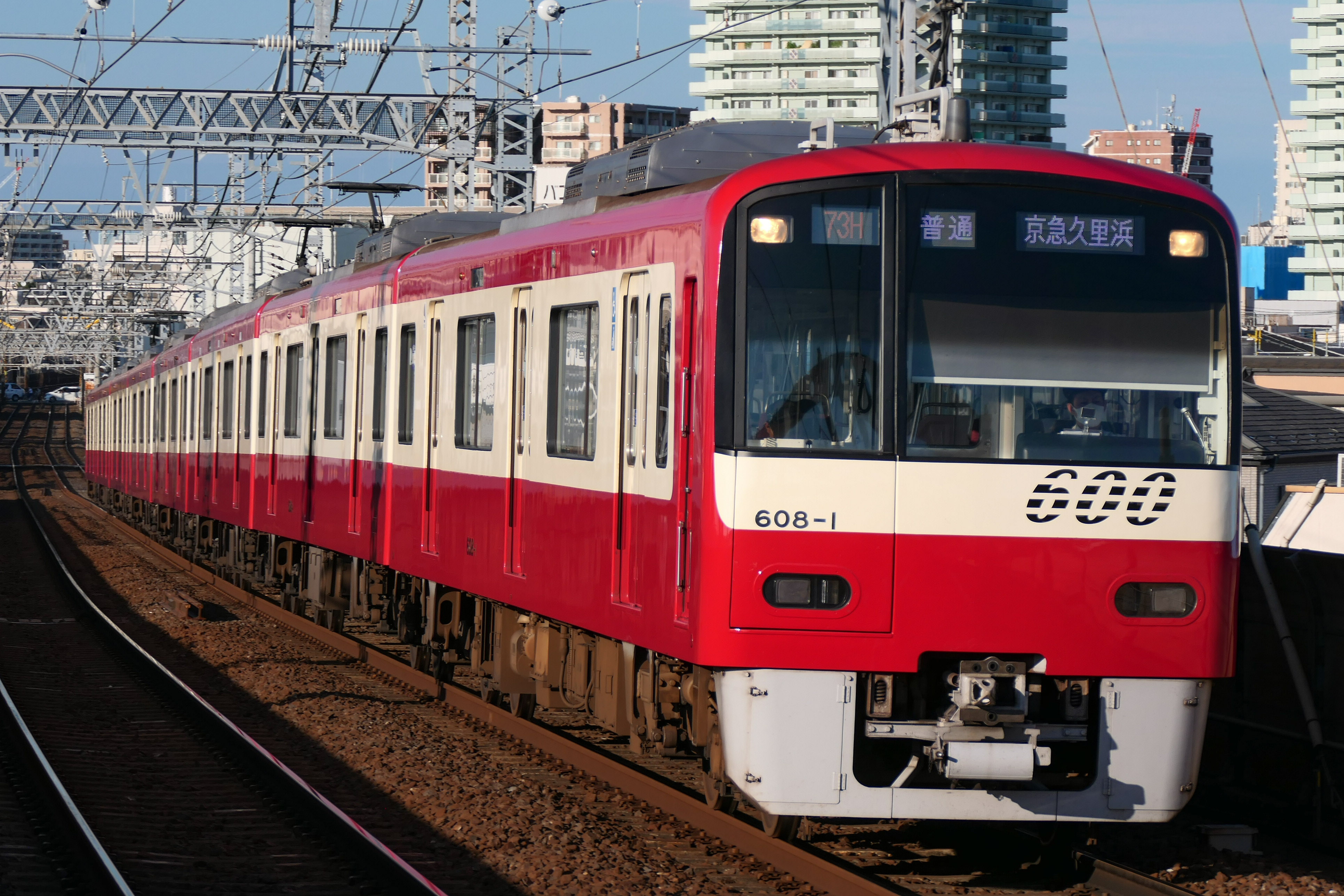
600型
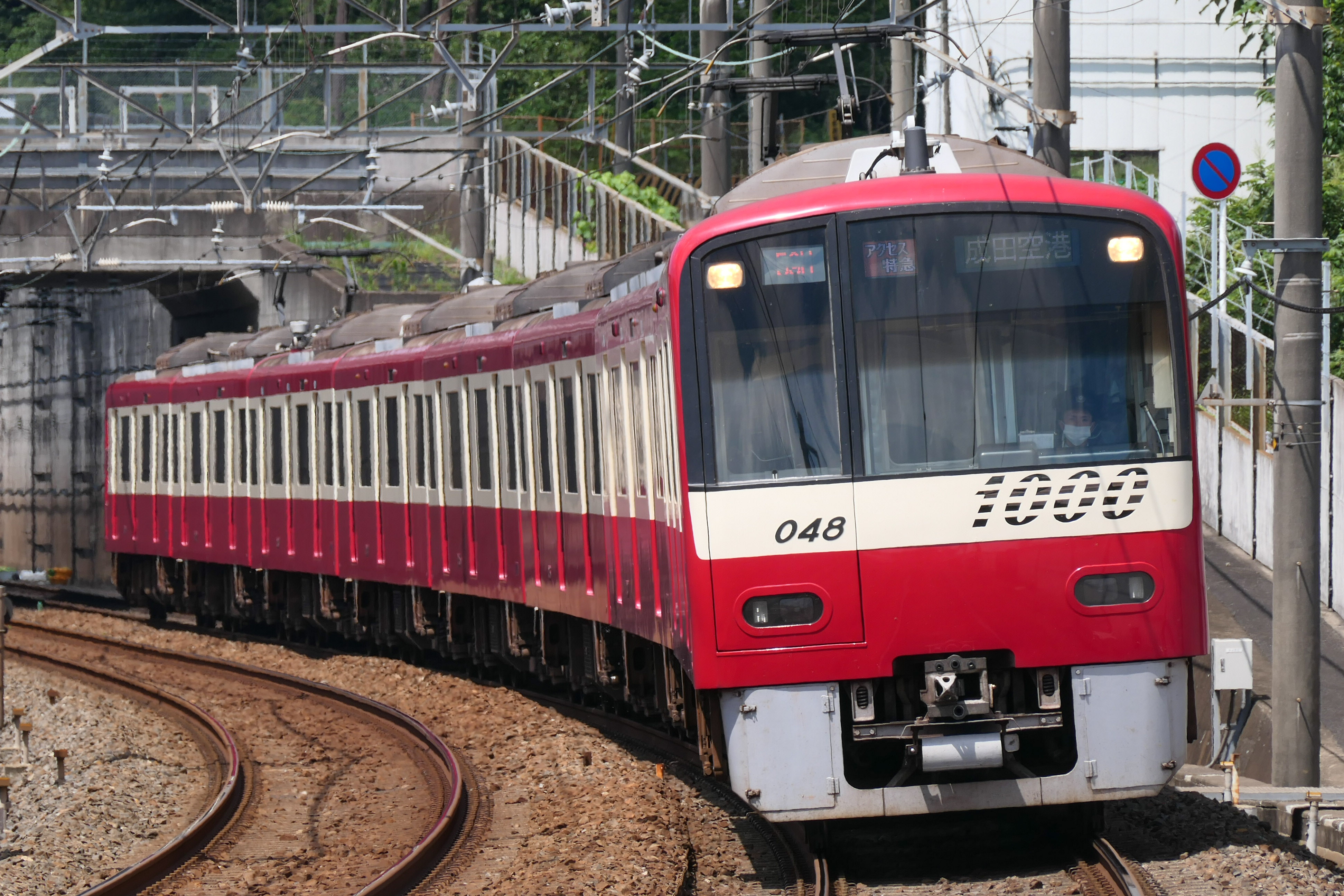
1000型 (二代)
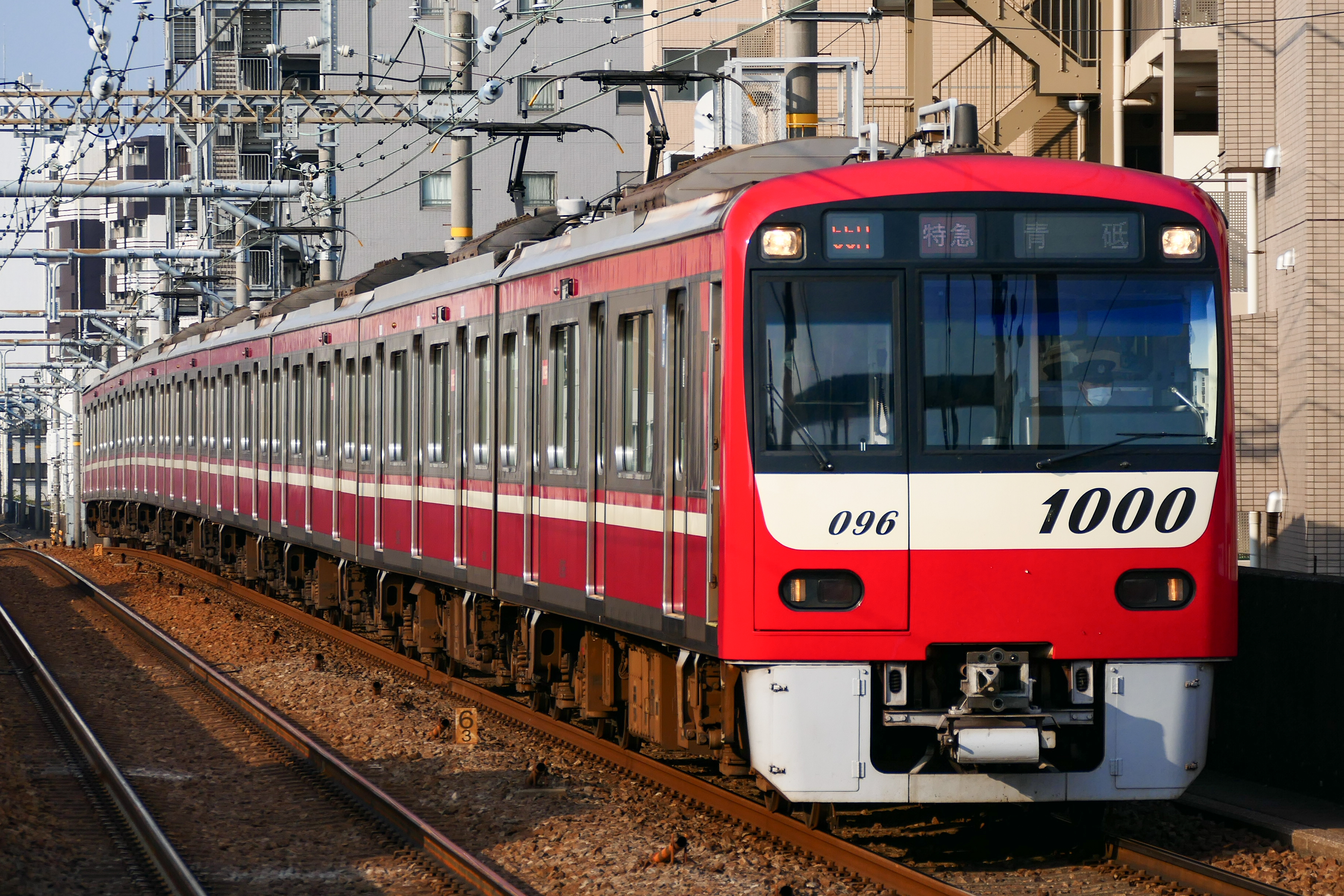
1500型（1700番台）
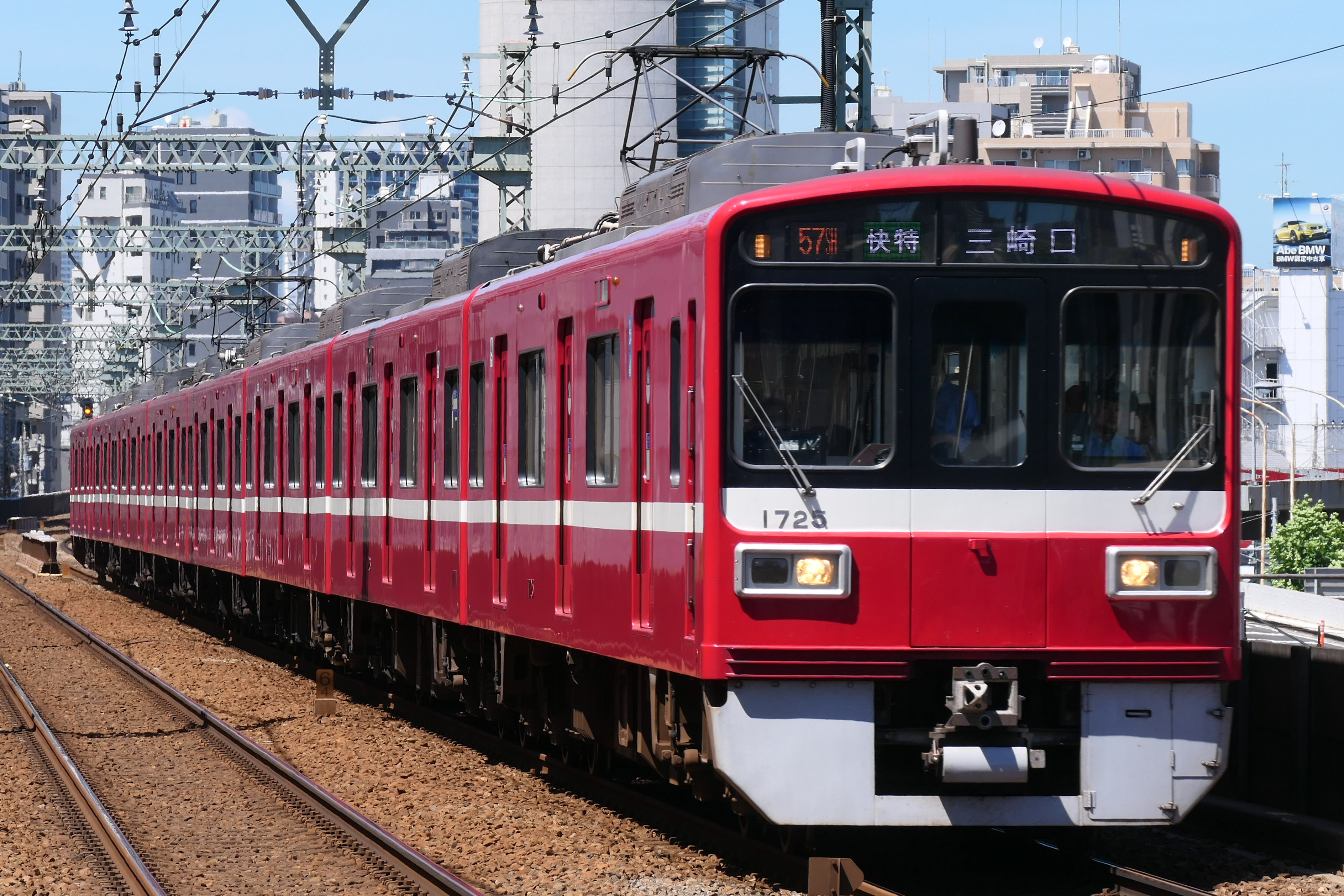
1500型

- 600型
- 1000型鋁製車
- 1000型不鏽鋼製車
- 1500型

### 東京都交通局
東京都交通局的車輛運轉的班次，會在羽田機場第1、第2航站樓站以及西馬込站始發和終到。
- 5500型[4]

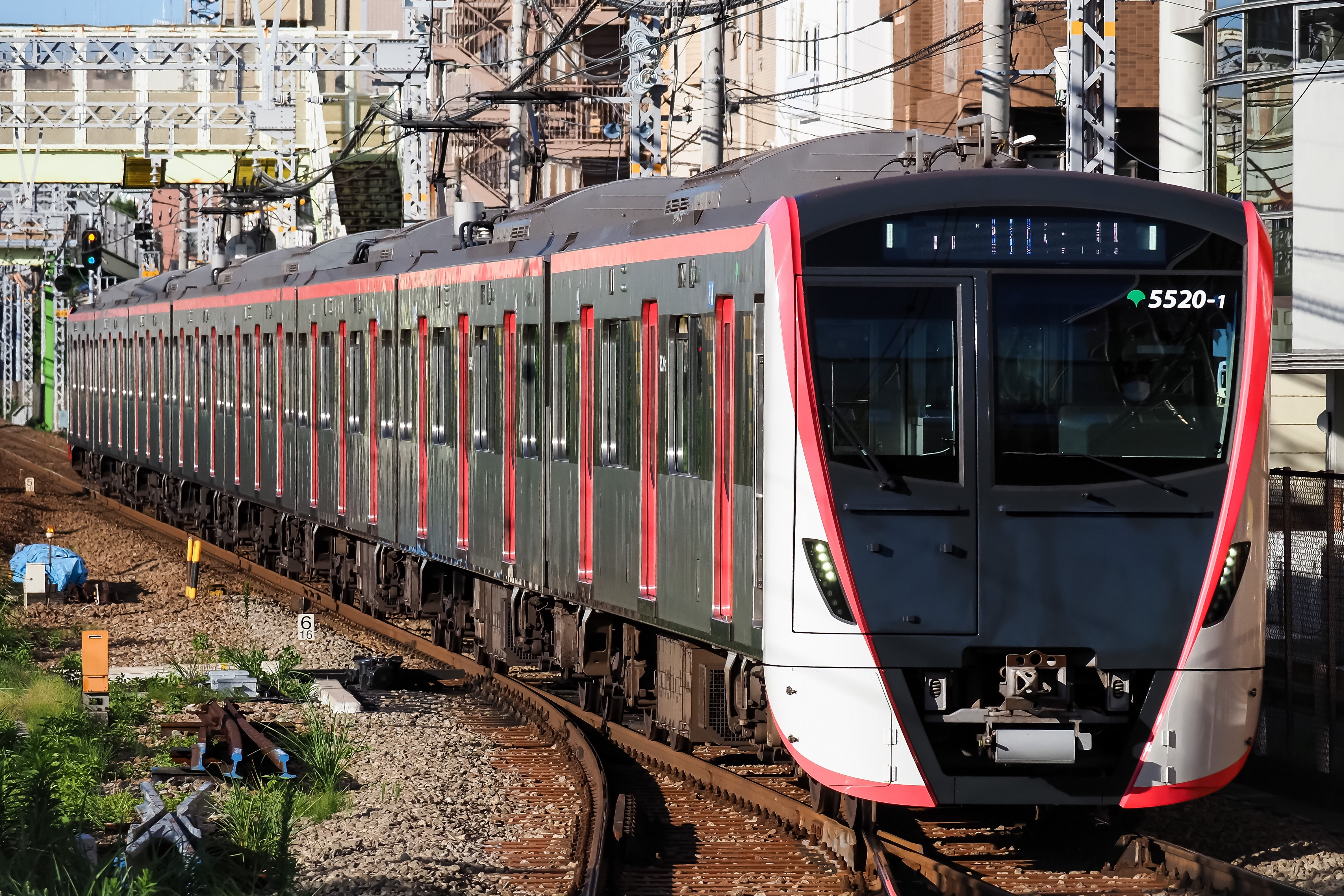
5500型

## 优势
由於最高級的特急列車Skyliner車費比較高昂，而且Skyliner不能直達淺草、品川、羽田機場等地區，所以不少人都使用次快的Access特快。Access特快的票價比照一般通勤列車，不需額外的特急費用（但设有Sky Access线额外收费，包含于基本运费中，以抵销线路建筑开支），所以吸引較多旅客使用Access特快列車，而取代使用行走於京成本線的列車。

## 競爭
Access特快的主要競爭對象是東日本旅客鐵道的成田特快以及成田线快速列車，成田特快虽然需要特急费，而且路线弯绕，但其优势在于可以直达新宿、横滨。新宿没有Skyliner和Access特快，横滨仅有少数Access特快停靠。